# Fisolo
Fisolo ist eine kleine Insel in der südlichen Lagune von Venedig. Die Insel hat eine Fläche von 4,76 ha und liegt südlich des historischen Zentrums, gegenüber von Porto di Malamocco am Canale Re di Fisolo. Es ist die einzige der ehemals acht Inseln in der Lagune, deren militärische Verteidigungsanlagen noch zu sehen sind.

## Geschichte
Um 1732 war der Kanal, der an der Insel vorbeiführte und der nach dieser benannt war, so flach, dass große Fischerboote drohten, auf Grund zu laufen.
Die Insel wurde schon gegen Ende der Republik Venedig zu einer der acht Festungen umfunktioniert, die Venedig vor Angreifern schützen sollten. Dies geht aus einem Schreiben des Adligen Zuanne Zusto von 1796 hervor. Die anderen Festungen waren Campana, Ex Poveglia und Trezze in der südlichen Lagune; Tessera, Carbonera, Campalto, Buel del Lovo oder Batteria San Marco in der mittleren und nördlichen Lagune.
Der Ausbau zur Festung wurde in der österreichischen Zeit, also bis 1866, fortgesetzt. Insgesamt schützten 573 Kanonen im Jahr 1859 die Lagune, davon befanden sich drei auf Fisolo.
1866 kam Venetien an Italien. 1883 waren alle Festungen mit Bastionen, Kasematten und Munitionslagern ausgestattet. Während des Zweiten Weltkriegs wurden einige Bunker gebaut.
Um 1990 war außer dem Grundriss und der typischen Form der Festungen kaum etwas erhalten. 1997 wurden auf Initiative des Consorzio Venezia Nuova Teile der Gebäude wiederhergestellt.